# Hiéroglyphe égyptien F51D
Le morceau de chair tourné vers le bas, en hiéroglyphes égyptiens, n'est pas classifié dans la liste de Gardiner originale ; il est noté F51D.

## Représentation
Il représente un morceau de chair tourné vers le bas. 
Il est codé F51B par Wikihiero. 

## Utilisation
| F51 |

| F51 |

C'est un déterminatif des membres et de la chair, de la viande et des parties du corps.
Il est interchangeable avec les hiéroglyphes :
| F51 |

| F51 |

| F51A |

| F51A |

## Exemples de mots
| A | S · r | F51B |

| A | S · r | F51B |

| M22 | M22 | N40 · F51B |

| M22 | M22 | N40 · F51B |

| i | f · F51B |

| i | f · F51B |